# Барневиль-ла-Бертран
Барневи́ль-ла-Бертра́н (фр. Barneville-la-Bertran) — коммуна во Франции, находится в регионе Нижняя Нормандия. Департамент коммуны — Кальвадос. Входит в состав кантона Онфлёр. Округ коммуны — Лизьё.
Код INSEE коммуны — 14041.

## Население
Население коммуны на 2010 год составляло 140 человек.
| 1962 | 1968 | 1975 | 1982 | 1990 | 1999 | 2010 |
| ---- | ---- | ---- | ---- | ---- | ---- | ---- |
| 128  | 150  | 131  | 125  | 124  | 138  | 140  |

## Экономика
В 2010 году среди 91 человека трудоспособного возраста (15—64 лет) 74 были экономически активными, 17 — неактивными (показатель активности — 81,3 %, в 1999 году было 70,8 %). Из 74 активных жителей работали 68 человек (39 мужчин и 29 женщин), безработных было 6 (2 мужчин и 4 женщины). Среди 17 неактивных 6 человек были учениками или студентами, 6 — пенсионерами, 5 были неактивными по другим причинам.